# 鈴木曜
鈴木 曜（すずき よう、1978年（昭和53年）7月31日 - ）は、“GREAT WORKS KK ”のグレートワークス株式会社CCO／クリエイティブディレクター兼グローバル刃物メーカーである貝印株式会社“kai corporation ”の広報宣伝部・デザイン部・ブランド企画部部長を歴任し上席執行役員。

## 来歴・人物
法政大学経営学部を卒業後、富士重工業株式会社（現：SUBARU）に入社。
スバルのモータースポーツやオフィシャルサイト運営をはじめ、メディアバイイングやWEBプロモーションの企画立案など、WEB領域全体を幅広く統括してきた。
2011年にはSUBARUと株式会社GAINAXのコラボレーション企画「SUBARU × GAINAX Animation Project」を立ち上げ、WEBアニメーション「放課後のプレアデス」を企画。記者発表イベントでのGAINAXの武田康廣氏とのトークショーに出演した際に本人は、「アニメに詳しくない」と発言している。
その後、スウェーデン生まれのクリエイティブブティック “GREAT WORKS KK ”に転職。翌年に代表に抜擢され、同社CEOを務めた後、現在は、同社のCCO （Chief Creative Officer）でありながら、Great Works CHINA 董事も務め、アジア地域のクリエイティブを広く管轄している。媒体を限定しない表現制作とコピーライティングに長けており、デジタル・映像・冊子等、幅広く作品をリリースしている。2020年には、女優の夏木マリとコラボレーションして、紙でできたハサミのプロダクトもプロデュースしている。
手掛けた作品は、ハリウッドの動画コンペティション“A-List”や、日本代表で出展した“Globes”、Mobile Web Award等、数多くの受賞歴を保有しており、個人でもWeb Creation Award Web人賞を受賞している。過去には「iMedia ブランドサミット」初代ボードメンバー(当時最年少）も務めている。
2019年には、Forbes JAPAN 「世界を変えるデザイナー39人」にも選出された。
ポルシェとワインをこよなく愛している。

## 講演
- アドテック東京　スピーカー（2010年,2011年)
- 宣伝会議主催 「デジタルマーケティング基礎講座」及び「Ｗｅｂディレクション講座」 講師 (2011年)
- iMedia Brand Summit Japan 最年少ボードメンバー (2011年)
- 日本マーケティング協会講師（2017年、2018年）
- 宣伝会議主催 「Web&広告プランニング講座」及び「広告に役立つ心理学講座」（2019年）